# Bertrande (Fluss)
Die Bertrande ist ein Fluss in Frankreich, der im Département Cantal in der Region Auvergne-Rhône-Alpes verläuft. Sie entspringt im Bergland Monts du Cantal, an der Südwestflanke des Puy Chavaroche (1739 m) im östlichen Gemeindegebiet von Saint-Projet-de-Salers, entwässert generell Richtung West, teilweise durch den Regionalen Naturpark Volcans d’Auvergne, und mündet nach rund 41 Kilometern an der Gemeindegrenze von Saint-Martin-Cantalès und Saint-Illide im Rückstau der Barrage d’Enchanet als rechter Nebenfluss in die Etze.

## Orte am Fluss
(Reihenfolge in Fließrichtung)
- Bonnaves, Gemeinde Saint-Projet-de-Salers
- Saint-Projet-de-Salers
- Saint-Chamant
- Roufillange, Gemeinde Saint-Cirgues-de-Malbert
- Miche, Gemeinde Saint-Martin-Cantalès
- Le Couderc, Gemeinde Saint-Illide